# C'est dur d'être un homme : Le Millionnaire
Série C'est dur d'être un homme
C'est dur d'être un homme : Le Grand Amour
(1970) C'est dur d'être un homme : Tora-san est nostalgique
(1970)
Pour plus de détails, voir Fiche technique et Distribution.
C'est dur d'être un homme : Le Millionnaire (新・男はつらいよ, Shin otoko wa tsurai yo) est un film japonais réalisé par Shun'ichi Kobayashi (ja) et sorti en 1970. C'est le 4e des cinquante films de la série C'est dur d'être un homme.

## Synopsis
Tora-san gagne gros, un million de yens, au champ de course de Nagoya. Après avoir effectué le trajet de Nagoya à Tokyo en taxi, il exhibe ostensiblement à sa famille et aux voisins un porte-feuille rebondi contenant une impressionnante liasse de billets de banque. Avec cette somme, Tora-san décide d'emmener son oncle et sa tante en voyage à Hawaï. Mais au moment de partir en grande pompe devant tous les voisins, Noboru, qui travaille à l'agence de voyage où Tora-san a acheté comptant les billets d'avion, lui avoue que son patron s'est enfui avec l'argent.
Afin de ne pas perdre la face, Tora-san se rend comme prévu à l'aéroport de Haneda et persuade son oncle de revenir de nuit dans leur maison. Son plan est de rester cloîtré quelques jours chez eux et de prétendre que le voyage s'est déroulé comme prévu. Mais un voleur qui s'introduit dans le magasin fait capoter l'affaire et la supercherie est dévoilée aux yeux de tous. Tora-san se querelle avec son oncle et part de Tokyo.
Un mois plus tard, Tora-san revient chez son oncle et découvre que la pièce qu'il occupe habituellement à l'étage est louée à une jeune et belle institutrice, Haruko. Tora-san s'amourache de la jeune fille mais finit par apprendre que celle-ci a un fiancé. Encore une fois, Tora-san est dévasté.

## Fiche technique
- Titre : C'est dur d'être un homme : Le Millionnaire[1]
- Titre original : 新・男はつらいよ (Shin otoko wa tsurai yo?)
- Titres anglais : Tora-san's Grand Scheme[2]
- Réalisation : Shun'ichi Kobayashi (ja)
- Scénario : Yōji Yamada et Akira Miyazaki (ja)
- Photographie : Tetsuo Takaha (ja)
- Montage : Iwao Ishii (ja)
- Musique : Naozumi Yamamoto
- Décors : Kōji Uno
- Sociétés de production : Shōchiku
- Pays de production :  Japon
- Langue originale : japonais
- Format : couleur — 2,35:1 — 35 mm — son mono
- Genres : comédie dramatique ; romance
- Durée : 92 minutes[3] (métrage : sept bobines - 2 518 m[3])
- Dates de sortie :
  - Japon : 27 février 1970[3]
  - États-Unis : 25 juillet 1973[2]

## Distribution
- Kiyoshi Atsumi : Torajirō Kuruma / Tora-san
- Chieko Baishō : Sakura Suwa, sa demi-sœur
- Shin Morikawa (ja) : Ryūzō Kuruma, son oncle
- Chieko Misaki (ja) : Tsune Kuruma, sa tante
- Gin Maeda (en) : Hiroshi Suwa, le mari de Sakura
- Komaki Kurihara : Haruko Usami
- Masao Mishima : le docteur Yoshida
- Ichirō Zaitsu (ja) : le voleur
- Tadashi Yokouchi (en) : Takao Aizawa
- Gajirō Satō (ja) : Gen
- Hisao Dazai (ja) : Umetarō Katsura, le voisin imprimeur
- Chishū Ryū : Gozen-sama, le grand prêtre
- Taisaku Akino (ja) : Noboru